# Aedesia
Pour les articles homonymes, voir Aedesia (homonymie).
Genre
Aedesia est un genre de plantes à fleurs de la famille des Asteraceae dans la classification phylogénétique. 

## Liste d'espèces
Selon Catalogue of Life (24 juillet 2017) :
- Aedesia engleriana Mattf.
- Aedesia glabra (Klatt) Hoffm.
- Aedesia spectabilis Mattf.

Selon The Plant List (24 juillet 2017) :
- Aedesia engleriana Mattf.
- Aedesia glabra (Klatt) O.Hoffm.
- Aedesia spectabilis Mattf.

Selon Tropicos (24 juillet 2017) (Attention liste brute contenant possiblement des synonymes) :
- Aedesia baumannii O. Hoffm.
- Aedesia engleriana Mattf.
- Aedesia glabra (Klatt) O. Hoffm.
- Aedesia latifolia A. Chev.
- Aedesia spectabilis Mattf.